# Reviczky Gyula

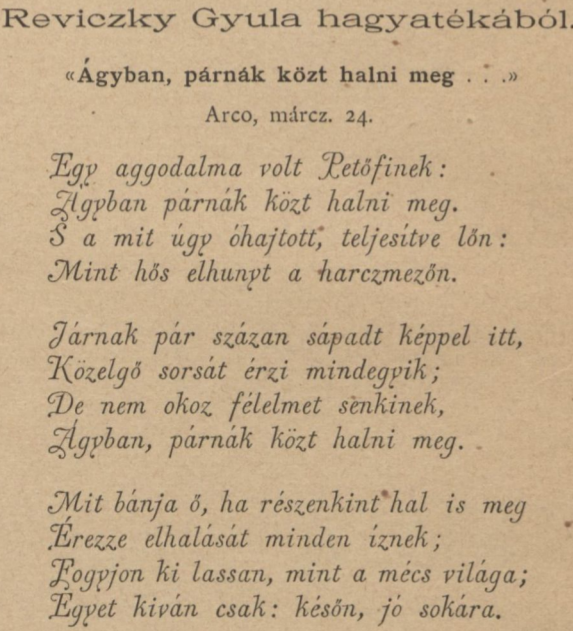
Egyik verse a hagyatékból

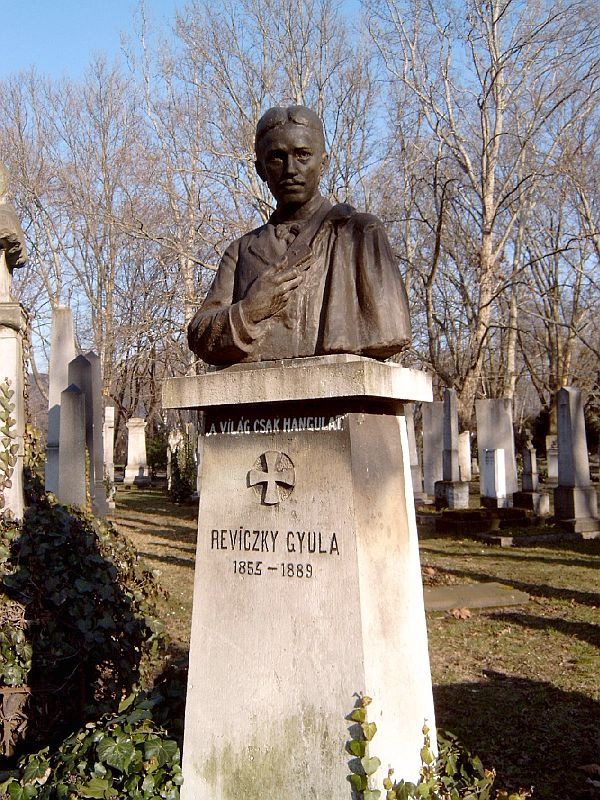
Reviczky Gyula sírja Budapesten. Kerepesi temető: 34/1-1-13. Gách István Lipót alkotása

Reviczky Gyula (Vitkóc, 1855. április 9. – Budapest, 1889. július 11.) magyar költő, író.

## Élete
A főnemesi Reviczky család sarjaként, házasságon és örökségen kívüli gyermekként született. Anyja Zmeskál Judit három éves korában elhunyt. Örökségét vitkóci és bobrovniki birtokait gyámja, édesapja Reviczky Kálmán jelzálog teher törlesztésére költötte. Az árvaszéknek azt javasolta, adják el a birtokokat, majd a kapott pénzt elherdálta. Fiát Alsókubinba küldte nagynénjéhez Koroda Klementinhez. Ott kezdte elemi iskoláit a Koroda család nevelésében, majd 10 éves koráig Lévára került a Boronkay családhoz. Ekkor apja kénytelen volt magához venni, de a lecsúszott családapa és mostohája nem törődtek vele. Apja végül újabb pénzösszeghez jutott, s ekkor Bécsbe költözött, folytatva költekező életmódját. Fiát hátrahagyva, önálló életet tudott élni. Végül az apja külön lakását megvonva, ismét a Koroda családra bízta fiát. Gyula a főgimnáziumot Pozsonyban végezte el. Tanára Kolmár József irányította egyéniségét költői pályájának kezdetén. Itt ismerkedett meg szerelmével, Lajkával, a kékruhás lánnyal, hozzá írta első szerelmi ciklusát.
Apja halála után kiderült, hogy neve nincs törvényesítve, örökséghez nem juthat, mert vagyonát az apja elpazarolta, nemesi származása is valótlan.
Azért, hogy meg tudjon élni, tanítónak szegődött úri családokhoz, később Budapesten újságírói állást kapott. Fordítással is foglalkozott, például Baudelaire-t először ő fordította magyarra, de fordította még Kleist, Nikolaus Lenau és Franz Grillparzer műveit is. A nagy színésznővel, Jászai Marival szerelmi viszonya volt. Tagja volt a Petőfi Társaságnak. Hosszas betegeskedés után, 34 évesen tüdőbajban, Budapesten halt meg 1889. július 11-én.
A magyar szimbolizmus, a modern irodalom korai előfutára volt, jelentőségét halála után ismerték fel. Felfogásában a pozitivista determinizmus, a kereszténység és Schopenhauer eszméi ötvöződtek. A világ nyomora megváltoztathatatlan, egyetlen lehetőség a részvét, a megbocsátás és a belátó humor. Ebben az értelemben tekinti „humoristának” a legnagyobb emberbarátokat és művészeket: Jézust, Goethét, Buddhát, Arany Jánost, Lev Tolsztojt és másokat.
Gyerekkori barátja, Koroda Pál rendezte sajtó alá összes költeményeit.

## Kötetei
- Ifjúságom. 1874–1883; Révai, Bp., 1883
- Apai örökség; Morvay és Mérei Ny., Bp., 1884
- Margit szerencséje. Regény; Gross, Győr, 1889 (Egyetemes könyvtár)
- Magány. Újabb költemények; Révai, Bp., 1889
- Reviczky Gyula összes költeményei, 1-2.; sajtó alá rend. Korda Pál; Athenaeum, Bp., 1895
- Auswahl von Gedichten; németre ford., bev. Naschér Simon; Lampel-Witt, Bp.–Lipcse, 1896
- Edelény, a holtig hű szerető. Igaz história; ill. Feszty Árpád; Révai, Bp., 1898 (Jó könyvek a magyar nép számára)
- Reviczky Gyula prózai dolgozatai; sajtó alá rend. a Vörösmarty gimnázium Önképzőkörének közreműköd. Horváth Imre; Egyetemi Ny., Bp., 1940 (Magyar irodalmi ritkaságok)
- Reviczky válogatott munkái; vál., bev. Kozocsa Sándor; Magyar Népművelők Társasága, Bp., 1942 (Magyar klasszikusok)
- Reviczky Gyula összegyűjtött művei; sajtó alá rend., bev. Paku Imre; Athenaeum, Bp., 1944
- Apai örökség; sajtó alá rend., előszó Féja Géza, ill. Fáy Dezső; Stádium Ny., Bp., 1944 (Nemzeti könyvtár)
- Kiss József, Reviczky Gyula, Komjáthy Jenő válogatott művei; sajtó alá rend., bev. Komlós Aladár; Szépirodalmi, Bp., 1955 (Magyar klasszikusok)
- Reviczky Gyula művei, 1-2.; sajtó alá rend. Németh G. Béla; Szépirodalmi, Bp., 1969
- Versek és műfordítások; sajtó alá rend., utószó Németh G. Béla; Szépirodalmi, Bp., 1989
- Edelény, a holtig hű szerető. Igaz história; ill. Feszty Árpád; szerk., utószó Laki Lukács László; Városi Könyvtár, Edelény, 1993 (Edelényi füzetek) [1898-as hasonmás kiadás]
- Kiss József–Reviczky Gyula–Komjáthy Jenőː Meg tudnék halni. Válogatott versek; Interpopulart, Szentendre, 1994 (Populart füzetek)
- Reviczky Gyula legszebb versei; Móra, Bp., 1995 (A magyar irodalom gyöngyszemei)
- Reviczky Gyula összes költeményei; szerk., utószó S. Varga Pál; Unikornis, Bp., 1996 (A magyar költészet kincsestára)
- Reviczky Gyula összes verse. Kritikai kiadás; sajtó alá rend., jegyz., előszó, mutatók Császtvay Tünde; Argumentum–OSZK, Bp., 2007 (Források az Országos Széchényi Könyvtár gyűjteményéből)

## Főbb művei
- Jobáb házában (1875)
- A bánatból (1875)
- Osztályrészem (1877)
- Tavaszodik (1878)
- Arany Jánosnak (1878)
- Ősz felé (1878)
- A pozsonyi ligetben (1880)
- Jézus és a boldogság (1880)
- Magamról (1883)
- Századunk pesszimizmusa (1884)
- Pálma a Hortobágyon (1884)
- Apai örökség (1884)
- Edelény, a holtig hű szerető (1884)
- Altató (1885)
- Optimizmus, pesszimizmus (1887)
- Selyembogár (1888)
- Pán halála (1889)
- Magány (1889)